# 陳秩五
陳秩五，字敦齋，號月航，河南信陽州（今信陽市）人。清朝官員，同進士出身。

## 生平
道光二十七年（1847年）張之萬榜三甲進士，與沈桂芬、李鴻章、沈葆楨等同年。曾任陝西洵陽、永壽、同官等縣知縣。著有《揖月齋詩集》。
工詩，著有《揖月齋詩集》。徐世昌《晚清簃詩彙》收錄其詩四首。